# Xavier Perez
Xavier Pérez, né le 12 janvier 1956 à Aubervilliers, est un footballeur français, évoluant au poste de gardien de but, du milieu des années 1970 à la fin des années 1980.

## Biographie
Xavier Pérez est le gardien de but du Red Star de 1976 à 1987, il est également le gendre du politicien Georges Marchais. 
Il dispute une centaine de matchs en Division 2 avec le Red Star.
Il termine sa carrière à l'USM Malakoff, il en est le vice-président en 2015.

## Palmarès
Il est vice-champion de DH Paris Île-de-France en 1980 avec l'AS Red Star.